# トウカイヤマトガイ

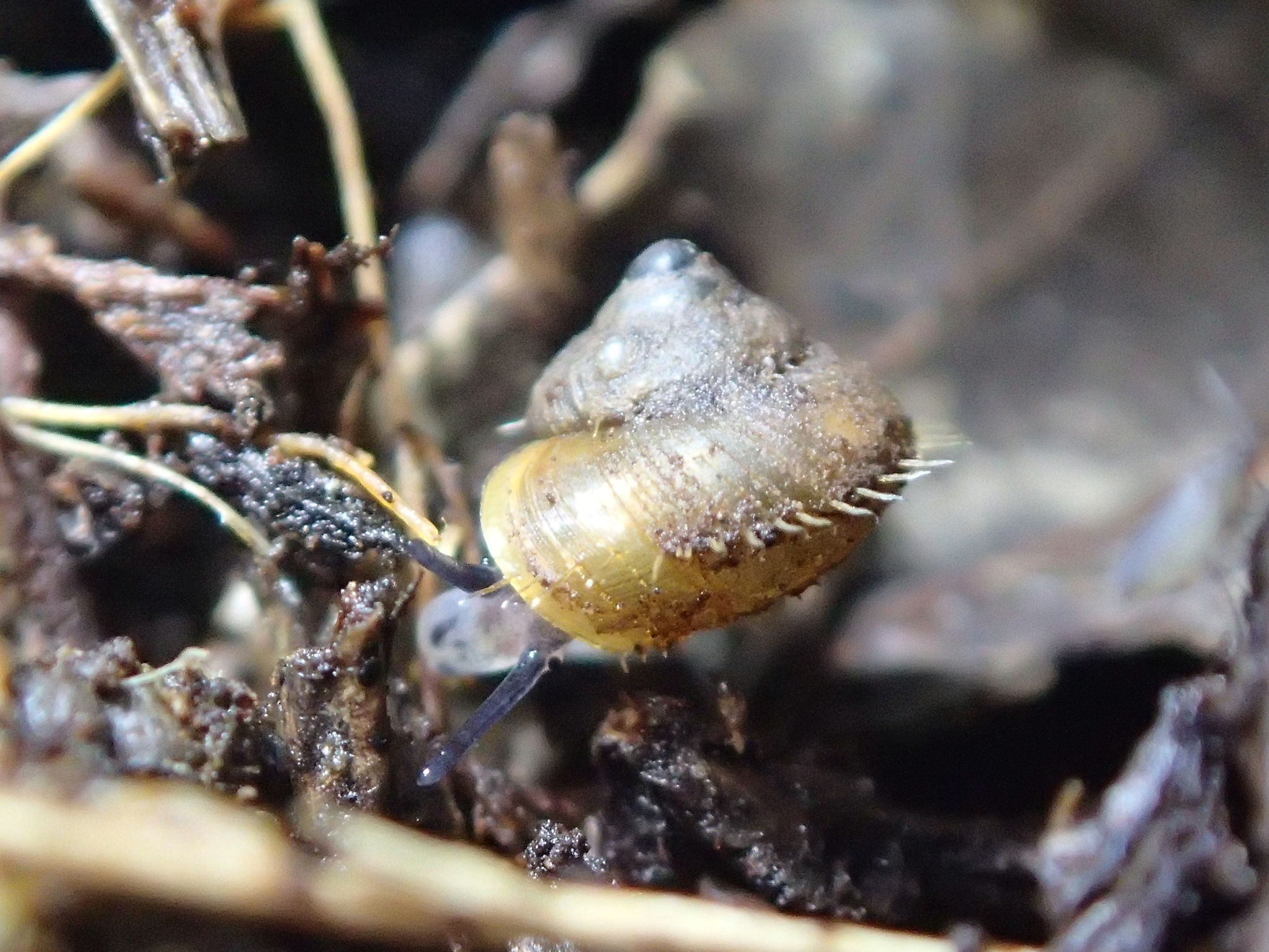
周縁の長い毛状突起が1列しかないのが本種の特徴。触角は灰黒色、眼は基部外側にある。

トウカイヤマトガイ（東海大和貝）、学名 Japonia katorii  はヤマタニシ科のヤマトガイ属 Japonia に分類される陸産の巻貝の一種。本州中部の樹林に生息する日本の固有種。和名は本種が東海地方を中心に分布することに由来し、種小名 katorii　は ラテン語で「カトリの〜」の意で、本種のタイプ標本を採取した貝類研究家・鹿取秀雄（かとり ひでお）への献名。

## 分布
日本：本州中部
- 岐阜県：養老山地
- 福井県：池田町（足羽川上流域）
- 静岡県：浜松市
- 愛知県：新城市、豊橋市（タイプ産地）
- 三重県：鈴鹿山脈
- 滋賀県：鈴鹿山脈

## 形態
貝殻は殻高5mm、殻径6mm前後。やや低い円錐形で、殻質は薄く周縁部に毛状突起が発達する。殻色は淡褐色、または赤褐色であるが、生時は透視される軟体の色や殻表に付着した土などによってより暗色に見える。
胎殻は2層で平滑でかすかに光沢がある。螺層は胎殻を入れて5.5層ほどあり、螺管の断面はほぼ円形だが周縁部は僅かに角張る感じがある。各螺層はよく膨んで縫合は深く顕著。殻皮には一定間隔で薄板状の縦褶が形成され、それぞれの縦褶の中央付近に先が尖った刺毛突起がある。この構造が連続することで周縁に刺毛突起列が形成される。刺毛突起の先端部はやや彎曲する。毛状突起列より上面には7-8条の、底面には6-7条の微細な螺条を廻らし、殻底には周縁のものより短い刺毛列を廻らすが貧弱であまり目立たない。
殻口縁は成貝でも薄く単純。臍孔は明瞭に開き殻径の1/5程度の大きさ。蓋は円形で淡黄色の薄いキチン質で多旋型。
体はくすんだ灰白色。触角は1対のみで灰黒色、先端近くで昆棒状に弱く膨らみ、先端そのものは多少尖る。眼は黒色で触角基部の外側にある。オスは頭部右側のやや後方に陰茎をもつ。

## 生態
石灰岩地や良く保全された自然度の高い樹林内において、朽木や落葉の下などの湿度の高い環境に生息している。その他の詳細な生態は不明だが、ヤマタニシ科の貝類は一般に植物遺骸などを食べ、雌雄異体、交尾して産卵する。

## 分類
原記載
- Japonia katorii Minato, 1985, Venus 44 (2): 81-86, figs. 4-6.[1]

タイプ産地
- 「愛知県豊橋市石巻山　（石灰岩地）　Mt.Ishimaki (limestone region), Toyohashi, Aichi-ken, Japan.」

タイプ標本
- ホロタイプ：殻高4.4mm、殻径5.0mm （国立科学博物館所蔵 NSMT-Mo 61897)
- パラタイプ：殻高5.2mm、殻径6.1mm  (国立科学博物館所蔵 NSMT-Mo 61598)
- パラタイプ：殻高5.0mm、殻径5.7mm （湊宏個人所蔵 No.21900）

類似種
日本から記録されているヤマトガイ属は8種（＋1亜種）あり、本州からは下記の3種が知られている。そのうちイノウエヤマトガイは毛状突起の先端がスプーン状に広がることで他から区別され、先端が細く尖る刺毛突起をもつのはトウカイヤマトガイとサドヤマトガイの2種である。サドヤマトガイは周縁の長い毛状突起の列が2列以上あり、やや螺塔が高く周縁はより丸味を帯びることなどで、長い毛状突起列が1列しかないトウカイヤマトガイと区別される。。
- イノウエヤマトガイ　Japnoia inouei Kuroda & Habe in Habe, 1961

紀伊半島に分布。毛状突起の先端はスプーン状に広がることで区別される。
- トウカイヤマトガイ　Japonia katorii Minato, 1985

本州中部に分布。長い毛状突起は周縁に1列のみ。（本項）
- サドヤマトガイ　Japonia sadoensis Pilsbry & Hirase, 1903

本州、四国、九州に分布する。周縁の長い毛状突起は2列以上ある。

## 人との関係
直接的な関係は知られていない。

### レッドリスト掲載状況
第2次環境省レッドリスト（2005年）では準絶滅危惧 (NT) とされたが、第3次（2007年）及び第4次レッドリスト（2012年公表）では絶滅危惧II類 (VU)とされている。
- 絶滅危惧II類 (VU)（環境省レッドリスト）

- 準絶滅危惧 (NT)：愛知県（2009）[4]
- 絶滅危機増大種：滋賀県（2010）[5]
- 要注目：福井県（2016）[3]
- 情報不足 (DD)：静岡県 (2003)[6]、岐阜県（2010）[2]、三重県（2014）[7]